# Ciro Ippolito
Ciro Ippolito (Napoli, 27 gennaio 1947) è un produttore cinematografico, sceneggiatore, attore e regista italiano.

## Biografia
Figlio di un impresario teatrale, esordisce nel cinema da bambino con la partecipazione al film Classe di ferro (1957) di Turi Vasile. Nel 1972 prende parte alla miniserie Agostino d'Ippona, diretto da Roberto Rossellini con il quale collabora come assistente alla regia. A metà degli anni settanta produce due spettacoli di Leopoldo Mastelloni (Le compagnie e Brechtomania).
Durante la tournée teatrale a Salerno, Nat Pioppi, il cantante de I Brutos, si ammala. Ippolito, per un breve periodo, canta con il celebre gruppo comico musicale. 
Intensa anche la sua attività cinematografica intorno agli anni settanta con partecipazioni a numerosi film: ( "I misteri di Napoli", "La badessa di Castro",  "Vieni amore mio",  "Flavia la monaca musulmana" , "La fine dell'innocenza",  "Storia senza parole") e con l'attività di sceneggiatore e attore in molte sceneggiate napoletane interpretate da Mario Merola: L'ultimo guappo, Napoli... serenata calibro 9, Il mammasantissima, Lo scugnizzo, I contrabbandieri di Santa Lucia, Napoli... la camorra sfida, la città risponde, tutti diretti da Alfonso Brescia.
Al 1980 risale il suo debutto come regista con il film Alien 2 sulla Terra, firmato con lo pseudonimo di Sam Cromwell. Il marchio "Alien" non era ancora stato depositato e Ippolito ne approfittò realizzando questa pellicola di basso budget. A metà strada tra fantascienza e horror, il film vede l'esordio da attore del futuro regista Michele Soavi. I maggiori successi di Ippolito sono comunque nella sceneggiata, in film come:"Lacrime napulitane", con Mario Merola, Angela Luce, "Pronto... Lucia" (1982) e "Zampognaro  innamorato" (1983), entrambi con Carmelo Zappulla,  Annie Belle.
Intorno alla metà degli anni ottanta dirige la band rock demenziale degli Squallor nei film Arrapaho e Uccelli d'Italia. In particolare Arrapaho, vede protagonisti oltre agli Squallor, la soubrette Tinì Cansino e Urs Althaus. Il film, girato in soli 15 giorni e costato appena 135 milioni di lire, incassò 5 miliardi al botteghino. Nei titoli di coda appare lo stesso regista che dirige un'orchestra immaginaria mentre scorrono titoli di coda demenziali.
Ciro Ippolito continua l'attività di produttore cinematografico con: La venexiana di Mauro Bolognini e in produzioni televisive come La romana di Giuseppe Patroni Griffi, Gli indifferenti di Mauro Bolognini, "Disperatamente Giulia" di Enrico Maria Salerno, Donna d'onore di Stuart Margolin, Il settimo papiro  di Kevin Connor e Il terzo segreto di Fatima di Alfredo Peyretti.
Nel 2003 torna dietro la macchina da presa con il film: Vaniglia e cioccolato  che ottiene anche la qualifica di film d'essai della Direzione generale per il cinema.

## Filmografia

### Regista
- Alien 2 - Sulla Terra (1980)
- Lacrime napulitane (1981)
- Pronto... Lucia (1982)
- Zampognaro innamorato (1983)
- Arrapaho (1984)
- Uccelli d'Italia (1985)
- Vaniglia e cioccolato (2004)
- C'era una volta Napoli (2024)

### Sceneggiatore
- L'ultimo guappo, regia di Alfonso Brescia (1978)
- Napoli... serenata calibro 9, regia di Alfonso Brescia (1978)
- Il mammasantissima, regia di Alfonso Brescia (1979)
- Lo scugnizzo, regia di Alfonso Brescia (1979)
- I contrabbandieri di Santa Lucia, regia di Alfonso Brescia (1979)
- Napoli... la camorra sfida, la città risponde, regia di Alfonso Brescia (1979)
- Alien 2 sulla Terra (1980)
- Lacrime napulitane (1981)
- Pronto Lucia (1982)
- Zampognaro innamorato (1983)
- Arrapaho (1984)
- Uccelli d'Italia (1985)
- Palla di neve, regia di Maurizio Nichetti (1995)
- Il settimo papiro, regia di Kevin Connor – serie TV (1999)
- Vaniglia e cioccolato (2004)
- C'era una volta Napoli (2024)

### Attore
- Classe di ferro, regia di Turi Vasile (1957)
- Agostino d'Ippona, regia di Roberto Rossellini (1972)
- La badessa di Castro, regia di Armando Crispino (1974)
- Flavia, la monaca musulmana, regia di Gianfranco Mingozzi (1974)
- Vieni, vieni amore mio, regia di Vittorio Caprioli (1975)
- I Misteri di Napoli, regia di Ugo Gregoretti (1975)
- La fine dell'innocenza, regia di Massimo (1976)
- Napoli... la camorra sfida, la città risponde, regia di Alfonso Brescia (1979)
- Alien 2 - Sulla Terra (1980)
- Lacrime napulitane (1981)
- Storia senza parole, regia di Biagio Proietti (1981)
- Zampognaro innamorato (1983)
- Arrapaho (1984)
- Ciro & l'istinto (2007), regia di Vincenzo Rossini
- C'era una volta Napoli (2024)

### Produttore
- L'ultimo guappo, regia di Alfonso Brescia (1978)
- Napoli... serenata calibro 9, regia di Alfonso Brescia (1978)
- Il mammasantissima, regia di Alfonso Brescia (1979)
- Lo scugnizzo, regia di Alfonso Brescia (1979)
- I contrabbandieri di Santa Lucia, regia di Alfonso Brescia (1979)
- Napoli... la camorra sfida, la città risponde, regia di Alfonso Brescia (1979)
- Alien 2 - Sulla Terra (1980) regia Sam Cromwell
- Lacrime napulitane (1981)
- Pronto... Lucia (1982)
- Zampognaro innamorato (1983)
- Arrapaho (1984)
- Uccelli d'Italia (1985)
- La venexiana, regia di Mauro Bolognini (1986)
- Gli indifferenti, regia di Mauro Bolognini (1987)
- La romana, regia di Giuseppe Patroni Griffi (1988)
- Disperatamente Giulia, regia di Enrico Maria Salerno (1990)
- Firenze, regia di Franco Zeffirelli (1990)
- Donna d'onore, regia di Stuart Margolin (1991)
- Io speriamo che me la cavo, regia Lina Wertmüller (1992)
- Palla di neve, regia di Maurizio Nichetti (1995)
- Ninfa plebea, regia di Lina Wertmüller (1995)
- Il settimo papiro, regia di Kevin Connor – serie TV (1999)
- Il terzo segreto di Fatima, regia di Alfredo Peyretti (2001)
- Vaniglia e cioccolato (2004)
- C'era una volta Napoli (2024)